# Thạch Dư
Thạch Dư (sinh năm 1957) là nhà ngoại giao, đại biểu Quốc hội Việt Nam khóa 13, thuộc đoàn đại biểu Trà Vinh. Nguyên Thứ trưởng Bộ ngoại giao, từng là Đại sứ đặc mệnh toàn quyền Việt Nam tại Campuchia.

## Tiểu sử và sự nghiệp
Ông Thạch Dư sinh 25/8/1957 ở xã Ngũ Lạc, huyện Duyên Hải, tỉnh Trà Vinh. Ông là người Khmer và là đại biểu Hội đồng Nhân dân (HĐND): Đại biểu HĐND tỉnh khóa VII, VIII trước khi được bổ nhiệm giữ chức thứ trưởng Bộ Ngoại giao.
Thạch Dư là Phó bí thư Tỉnh ủy, Phó trưởng đoàn chuyên trách đoàn Đại biểu Quốc hội khóa XIII tỉnh Trà Vinh.
Đại sứ Đặc mệnh toàn quyền nước Cộng hòa xã hội chủ nghĩa Việt Nam tại Vương quốc Campuchia, nhiệm kỳ 2014 - 2017. Quyết định bổ nhiệm ông Thạch Dư có hiệu lực từ ngày 17.6.